# التهاب العظم والغضروف
التهاب العظم والغضروف هو أحد الأنواع المؤلمة للداء العظمي الغضروفي "Osteochondrosis" حيث يحدث التهاب في كل من العظم والغضروف لمفصل ما.
أحيانا يشير الي التهاب العظم والغضروف السالخ حيث يحدث انفصال للأنواع المعروفة الأخرى لالتهاب العظم والغضروف وهي الْتِهابُ العَظْمِ و الغُضْروفِ المُشَوِّهُ اليَفَعِيّ (التهاب في الرأس لعظمة الفخذ) و الْتِهابُ العَظْمِ والغُضْروفِ الظَّهْرِيِّ المُشَوِّهُ اليَفَعِيُّ	(التهاب في فقرات العمود الفقري، ويعرف أيضا بمرض شيرمان).

التهاب العظم والغضروف، وخصوصا التهاب العظم والغضروف السالخ، يمكن أن يظهر في الحيوانات باعتباره السبب الرئيسي لعسر تصنع الكوع، وهي حالة مزمنة في بعض الأنواع والسلالات.

## حالات مشهورة
- مايكل رسل، لاعب تنس أمريكي.
- كريستينا فاكوليك، لاعبة جمباز فني كندية.
- دونا جر، سباحة كندية.